# Seitenhain (Liebstadt)
Seitenhain ist ein Ortsteil der Stadt Liebstadt im Landkreis Sächsische Schweiz-Osterzgebirge in Sachsen.

## Geographie
Seitenhain liegt südlich der sächsischen Landeshauptstadt Dresden im Osterzgebirge. Von Süden nach Norden durchzieht die Wasserscheide zwischen Müglitz und Gottleuba, zwei linken Nebenflüssen der Elbe, die rund 320 Hektar große Flur des Ortes. Das Dorf Seitenhain mit seinen etwa zehn Gehöften und einigen weiteren Wohnhäusern liegt in einer steil zur Seidewitz abfallenden Quellmulde auf der Hochfläche zwischen dem Müglitz- und dem Seidewitztal. Die Hochfläche wird größtenteils landwirtschaftlich genutzt, steilere Hanglagen sind in der Regel bewaldet.
Durch Seitenhain verläuft die Straße von Großröhrsdorf nach Berthelsdorf, an der sich die Häuser des Ortes aufreihen. Eine weitere Straße führt ins Seidewitztal hinab. In Seitenhain besteht Anschluss an Buslinien des Regionalverkehrs Sächsische Schweiz-Osterzgebirge (RVSOE), im westlich benachbarten Oberschlottwitz an die Bahnstrecke Heidenau–Kurort Altenberg (Müglitztalbahn).

### Natur
In den Jahren 1927 und 1934 wurde eine Population des Europäischen Mufflons aus Augsburg bezogen und um Seitenhain angesiedelt. Sie hat sich bis in die Gegenwart gehalten. Der Müglitzhang bei Schlottwitz nordwestlich von Seitenhain, zu einem kleinen Teil auf dessen Flur gelegen, ist seit 1974 als Naturschutzgebiet ausgewiesen und enthält alte Bestände Europäischer Eiben. Trebnitzgrund (südwestlich) und Mittleres Seidewitztal (nordöstlich) sind zwei weitere Naturschutzgebiete in der Nähe. Das Dorfsiegel zeigt drei Fichten, die auf den Wald in der Umgebung des Ortes hindeuten.

### Nachbarorte
| Schlottwitz           | Großröhrsdorf                               | Ottendorf (Bahretal) |
| Oberschlottwitz       | Kompassrose, die auf Nachbargemeinden zeigt | Herbergen            |
| Neudörfel (Glashütte) | Berthelsdorf                                | Liebstadt            |

## Geschichte

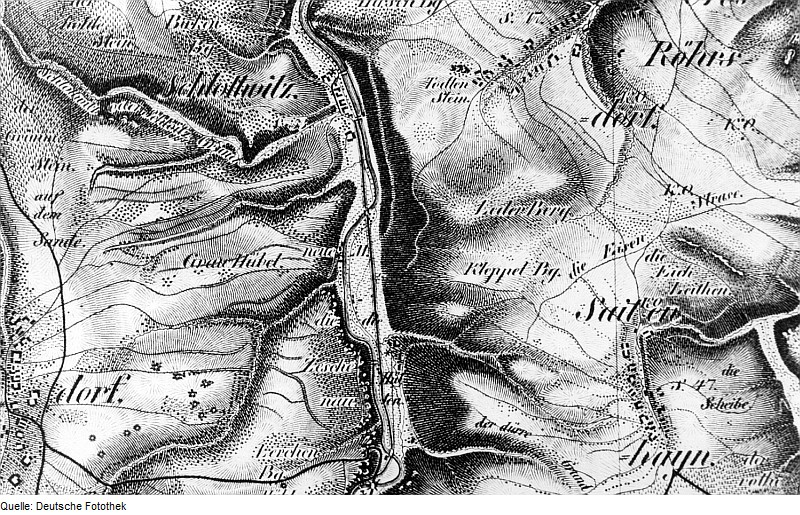
„Saitenhayn“ Oberreitschen Atlas, Mitte des 19. Jahrhunderts

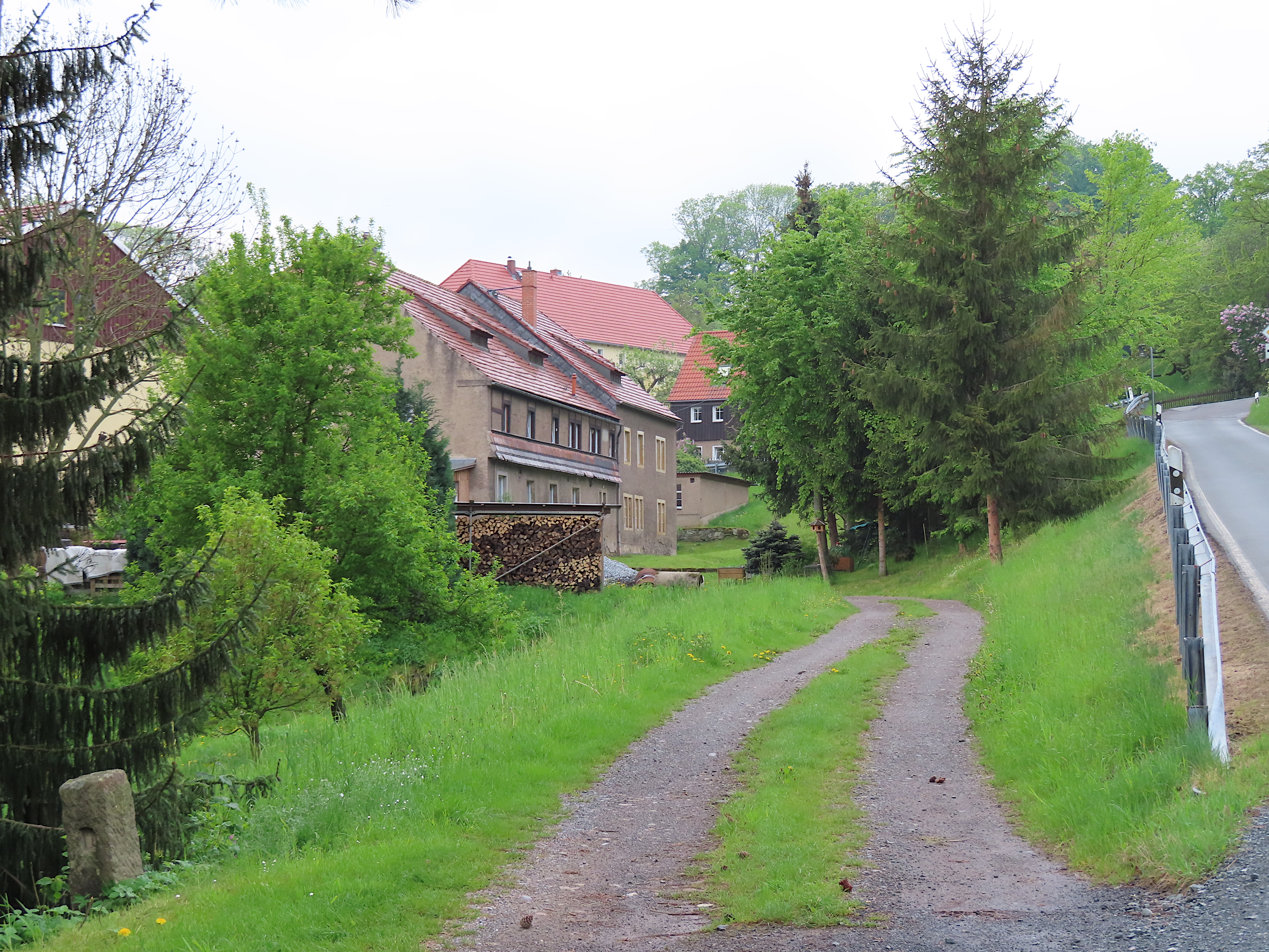
Seitenhain (Liebstadt) Ortsansicht

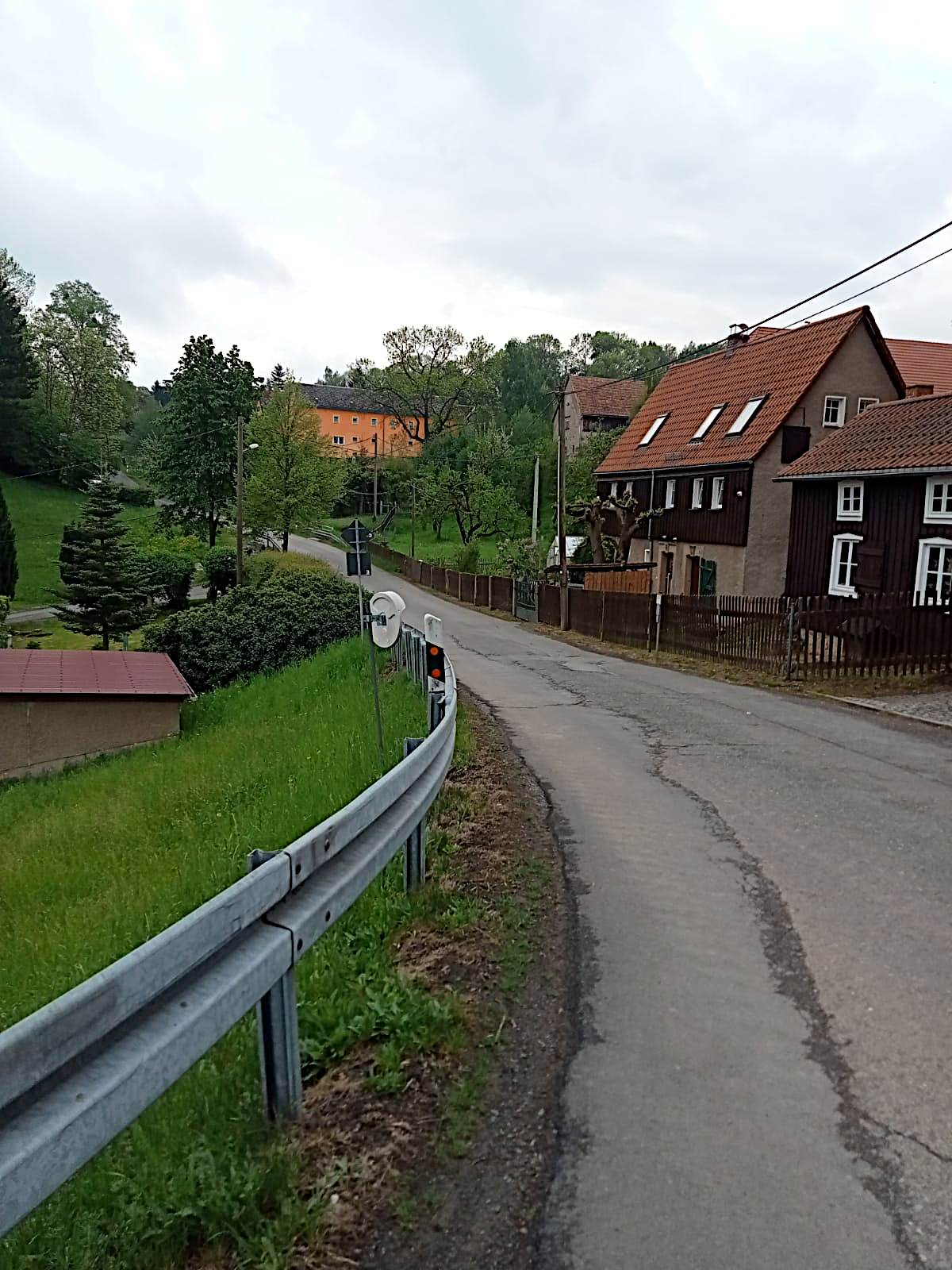
Seitenhain (Liebstadt) Ortsansicht von Norden

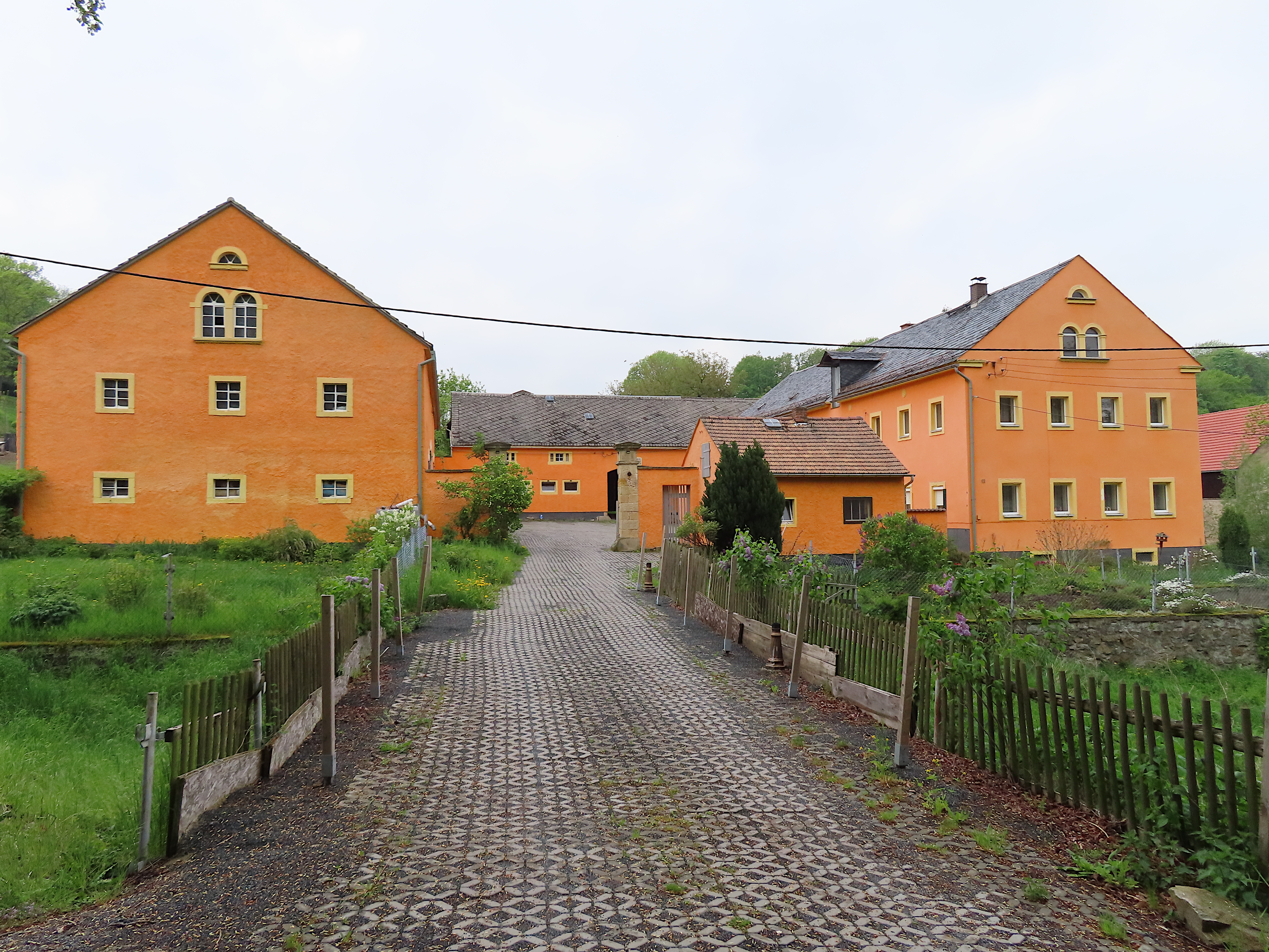
Seitenhain (Liebstadt) Ferienwohnungen im Gutshof

Erstmals erwähnt wurde der Ort 1455 als „Seypenhain“. Der Ortsname ist deutschen Ursprungs; Eichler und Walther erklären ihn als Zusammensetzung des Personennamens Sig(e)bot mit dem Grundwort Hain, womit der Ortsname genau wie jener des oberfränkischen Seybothenreuth „Rodungssiedlung eines Sig(e)bot“ bedeutet. Bei Sig(e)bot handelt es sich wahrscheinlich um den Lokator, der das Waldhufendorf im 13. Jahrhundert während der deutschen Ostsiedlung gründete. Lässt sich 1465 in „Seyptenhayn“ der Personenname noch erahnen, war die Silbe „bot“ 1501 in „Seyttenhayn“ durch Kontraktion verschwunden. Später wurde der Ort u. a. als „Seydenhayn“ (1724) und Saitenhayn (1791) erwähnt. Zur Unterscheidung von einem gleichnamigen Ort in Westsachsen, dem heutigen Wechselburger Ortsteil Seitenhain, sprach man 1875 von „Seitenhain bei Pirna“.
Der Ort unterstand der Kirche im heutigen Müglitztaler Ortsteil Burkhardswalde. Seit 1617/34 war er teilweise, seit 1847 ist er ganz nach Liebstadt gepfarrt. Seitenhain gehörte zum Rittergut Weesenstein, das wiederum zum Amt Pirna zählte. Auf Grundlage der Landgemeindeordnung von 1838 erlangte es seine Selbstständigkeit als Landgemeinde. Seit 1875 war Seitenhain Teil der Amtshauptmannschaft Pirna, die 1939 in Landkreis Pirna umbenannt wurde. Von 1952 bis 1994 gehörte es dem Kreis Pirna an. Im Jahr 1973 wurde es nach Liebstadt eingemeindet.

### Einwohnerentwicklung
| Jahr | Einwohner                                 |
| ---- | ----------------------------------------- |
| 1551 | 12 besessene Mann, 1 Gärtner, 33 Inwohner |
| 1764 | 12 besessene Mann, 2 Häusler              |
| 1834 | 107                                       |
| 1871 | 121                                       |
| 1890 | 107                                       |
| 1910 | 109                                       |
| 1925 | 106                                       |
| 1939 | 96                                        |
| 1946 | 129                                       |
| 1950 | 128                                       |
| 1964 | 90                                        |